# 1998-as fedett pályás atlétikai Európa-bajnokság
Az 1998-as fedett pályás atlétikai Európa-bajnokságot Valenciában, Spanyolországban rendezték február 27. és március 1. között. Ez volt a 25. fedett pályás Eb. A férfiaknál és a nőknél is 13–13 versenyszám volt. Szabó Dezső országos csúccsal ezüstérmes lett hétpróbában, Varga Judit 800 méteres női síkfutásban bronzérmet szerzett.

## A magyar sportolók eredményei
Magyarország az Európa-bajnokságon 10 sportolóval képviseltette magát.
Érmesek
| Érem  | Versenyző   | Versenyszám | Dátum      |
| ----- | ----------- | ----------- | ---------- |
| Ezüst | Szabó Dezső | Hétpróba    | március 1. |
| Bronz | Varga Judit | 800 m       | március 1. |

## Éremtáblázat
(A táblázatban Magyarország és a rendező nemzet eltérő háttérszínnel kiemelve.)
| Helyezés | Nemzet         | Arany | Ezüst | Bronz | Összesen |
| 1.       | Németország    | 5     | 4     | 3     | 11       |
| 2.       | Oroszország    | 3     | 4     | 4     | 11       |
| 3.       | Lengyelország  | 3     | 2     | 1     | 6        |
| 4.       | Nagy-Britannia | 3     | 1     | 2     | 6        |
| 5.       | Ukrajna        | 3     | 1     | 0     | 4        |
| 6.       | Románia        | 2     | 1     | 1     | 4        |
| 7.       | Franciaország  | 1     | 2     | 5     | 8        |
| 8.       | Csehország     | 1     | 2     | 2     | 5        |
| 9.       | Portugália     | 1     | 2     | 0     | 3        |
| 10.      | Olaszország    | 1     | 1     | 0     | 2        |
| 11.      | Görögország    | 1     | 0     | 1     | 2        |
| 12.      | Ausztria       | 1     | 0     | 0     | 1        |
| 13.      | Lettország     | 1     | 0     | 0     | 1        |
| 14.      | Spanyolország  | 0     | 1     | 2     | 3        |
| 15.      | Finnország     | 0     | 1     | 1     | 2        |
| 15.      | Magyarország   | 0     | 1     | 1     | 2        |
| 15.      | Hollandia      | 0     | 1     | 1     | 2        |
| 18.      | Ciprus         | 0     | 1     | 0     | 1        |
| 18.      | Svédország     | 0     | 1     | 0     | 1        |
| 20.      | Izland         | 0     | 0     | 1     | 1        |
| 20.      | Norvégia       | 0     | 0     | 1     | 1        |

## Érmesek
- WR – világrekord
- CR – Európa-bajnoki rekord
- AR – kontinens rekord
- NR – országos rekord
- PB – egyéni rekord
- WL – az adott évben aktuálisan a világ legjobb eredménye
- SB – az adott évben aktuálisan az egyéni legjobb eredmény

### Férfi
| Versenyszám | Arany                              | Arany     | Ezüst                                 | Ezüst        | Bronz                             | Bronz     |
| ----------- | ---------------------------------- | --------- | ------------------------------------- | ------------ | --------------------------------- | --------- |
| 60 m        | Angelosz Pavlakákisz · Görögország | 6,55      | Jason Gardener · Nagy-Britannia       | 6,59         | Stéphane Cali · Franciaország     | 6,60      |
| 200 m       | Szerhij Oszovics · Ukrajna         | 20,40 NR  | Ánninosz Markullídisz · Ciprus        | 20,65        | Allyn Condon · Nagy-Britannia     | 20,68     |
| 400 m       | Ruszlan Mascsenko · Oroszország    | 45,90     | Ashraf Saber · Olaszország            | 45,99        | Robert Maćkowiak · Lengyelország  | 46,00     |
| 800 m       | Nils Schumann · Németország        | 1:47,02   | Marko Koers · Hollandia               | 1:47,20      | Vebjørn Rodal · Norvégia          | 1:47,40   |
| 1500 m      | Rui Silva · Portugália             | 3:44,57   | Abdelkader Chékhémani · Franciaország | 3:44,89      | Andrej Zadorozsnyij · Oroszország | 3:44,93   |
| 3000 m      | John Mayock · Nagy-Britannia       | 7:55,09   | Manuel Pancorbo · Spanyolország       | 7:55,23      | Alberto García · Spanyolország    | 7:55,24   |
| 60 m gát    | Igors Kazanovs · Lettország        | 7,54      | Tomasz Ścigaczewski · Lengyelország   | 7,56         | Mike Fenner · Németország         | 7,58      |
| Magasugrás  | Artur Partyka · Lengyelország      | 231 cm    | Vjacseszlav Voronyin · Oroszország    | 231 cm       | Tomáš Janků · Csehország          | 229 cm    |
| Rúdugrás    | Tim Lobinger · Németország         | 580 cm    | Michael Stolle · Németország          | 580 cm       | Daniel Ecker · Németország        | 575 cm    |
| Távolugrás  | Olekszij Lukasevics · Ukrajna      | 806 cm    | Carlos Calado · Portugália            | 805 cm       | Emmanuel Bangué · Franciaország   | 805 cm    |
| Hármasugrás | Jonathan Edwards · Nagy-Britannia  | 17,43 m   | Charles Friedek · Németország         | 17,15 m      | Serge Hélan · Franciaország       | 17,02 m   |
| Súlylökés   | Oliver-Sven Buder · Németország    | 21,47 m   | Mika Halvari · Finnország             | 20,59 m      | Arsi Harju · Finnország           | 20,53 m   |
| Hétpróba    | Sebastian Chmara · Lengyelország   | 6415 pont | Szabó Dezső · Magyarország            | 6249 pont NR | Lev Lobogyin · Oroszország        | 6226 pont |

### Női
| Versenyszám | Arany                                | Arany      | Ezüst                                   | Ezüst     | Bronz                             | Bronz     |
| ----------- | ------------------------------------ | ---------- | --------------------------------------- | --------- | --------------------------------- | --------- |
| 60 m        | Melanie Paschke · Németország        | 7,14       | Frederique Bangue · Franciaország       | 7,18      | Odiah Sidibé · Franciaország      | 7,22      |
| 200 m       | Szvetlana Goncsarenko · Oroszország  | 22,46      | Melanie Paschke · Németország           | 22,50     | Ekaterini Koffa · Görögország     | 22,86     |
| 400 m       | Grit Breuer · Németország            | 50,45      | Ionela Târlea · Románia                 | 50,56     | Helena Fuchsová · Csehország      | 51,22     |
| 800 m       | Ludmila Formanová · Csehország       | 2:02,30    | Malin Ewerlöf · Svédország              | 2:03,61   | Varga Judit · Magyarország        | 2:03,81   |
| 1500 m      | Theresia Kiesl · Ausztria            | 4:13,62    | Lidia Chojecka · Lengyelország          | 4:14,93   | Violeta Szekely · Románia         | 4:15,54   |
| 3000 m      | Szabó Gabriella · Románia            | 8:49,96    | Fernanda Ribeiro · Portugália           | 8:51,42   | Marta Dominguez · Spanyolország   | 8:57,72   |
| 60 m gát    | Patricia Girard-Léno · Franciaország | 7,85       | Szvetlana Lavhova · Oroszország         | 8,01      | Diane Allahgreen · Nagy-Britannia | 8,02      |
| Magasugrás  | Monica Iagar · Románia               | 196 cm     | Alina Astafei · Németország             | 194 cm    | Jelena Jeleszina · Oroszország    | 194 cm    |
| Rúdugrás    | Anzsela Balahonova · Ukrajna         | 445 cm WR  | Daniela Bártová · Csehország            | 440 cm    | Vala Flosadóttir · Izland         | 440 cm    |
| Távolugrás  | Fiona May · Olaszország              | 691 cm     | Tatyjana Ter-Meszropjan · Oroszország   | 672 cm    | Linda Ferga · Franciaország       | 667 cm    |
| Hármasugrás | Ashia Hansen · Nagy-Britannia        | 15,16 m WR | Šárka Kašpárková · Csehország           | 14,76 m   | Jelena Lebegyenko · Oroszország   | 14,32 m   |
| Súlylökés   | Irina Korzsanyenko · Oroszország     | 20,25 m    | Viktorija Pavlis · Ukrajna              | 20,00 m   | Corrie de Bruin · Hollandia       | 18,97 m   |
| Ötpróba     | Urszula Włodarczyk · Lengyelország   | 4808 pont  | Irina Nyikolajevna Belova · Oroszország | 4631 pont | Karin Specht · Németország        | 4523 pont |